# Kladky
Kladky (in tedesco Rom) è un comune della Repubblica Ceca facente parte del distretto di Prostějov, nella regione di Olomouc.